# Eva Pfaff
Eva Pfaff (*  10. Februar 1961 in Königstein im Taunus) ist eine ehemalige deutsche Tennisspielerin.

## Karriere
In ihrer Profilaufbahn gewann sie acht Doppeltitel auf der WTA Tour. Ihre besten Positionen in der WTA-Weltrangliste erreichte sie im Einzel mit Platz 17 (1983) und im Doppel mit Platz 16 (1988).
Im damals noch Federation Cup genannten Fed Cup spielte sie in den 1980er Jahren zusammen mit Claudia Kohde-Kilsch, Sylvia Hanika, Bettina Bunge, Claudia Porwik  und Steffi Graf für Deutschland. Ihre Bilanz: neun Siege bei nur einer Niederlage.
Eva Pfaff arbeitet heute als Sportpsychologin und wissenschaftliche Sportjournalistin.

## Erfolge

### Einzel

#### Turniersiege
| Nr. | Datum            | Turnier   | Kategorie | Belag           | Finalgegnerin       | Ergebnis |
| --- | ---------------- | --------- | --------- | --------------- | ------------------- | -------- |
| 1.  | 21. Februar 1982 | Nashville | WTA       | Teppich (Halle) | Leigh Anne Thompson | 6:3, 7:5 |

#### Finalteilnahmen
| Nr. | Datum           | Turnier    | Kategorie | Belag           | Finalgegnerin        | Ergebnis |
| --- | --------------- | ---------- | --------- | --------------- | -------------------- | -------- |
| 1.  | 25. Januar 1982 | Pittsburgh | WTA       | Teppich (Halle) | Claudia Kohde-Kilsch | 4:6, 0:6 |
| 2.  | 4. Juli 1983    | Hamburg    | WTA       | Teppich (Halle) | Claudia Kohde-Kilsch | 4:6, 2:6 |

### Doppel

#### Turniersiege
| Nr. | Datum            | Turnier       | Kategorie    | Belag             | Partnerin            | Finalgegnerinnen                         | Ergebnis      |
| --- | ---------------- | ------------- | ------------ | ----------------- | -------------------- | ---------------------------------------- | ------------- |
| 1.  | 27. Juli 1980    | Kitzbühel     | WTA          | Sand              | Claudia Kohde-Kilsch | Hana Mandlíková Renáta Tomanová          | kampflos      |
| 2.  | 19. Juli 1981    | Kitzbühel     | WTA          | Sand              | Claudia Kohde-Kilsch | Elizabeth Little Yvonne Vermaak          | 6:4, 6:3      |
| 3.  | 27. Februar 1983 | Oakland       | WTA          | Teppich           | Claudia Kohde-Kilsch | Rosemary Casals Wendy Turnbull           | 6:4, 4:6, 6:4 |
| 4.  | 11. Juli 1983    | Freiburg      | ITF $50.000  | Sand              | Bettina Bunge        | Ivanna Madruga-Osses Emilse Raponi Longo | 6:1, 6:2      |
| 5.  | 12. April 1987   | Hilton Head   | WTA          | Sand              | Mercedes Paz         | Zina Garrison Lori McNeil                | 7:6, 7:5      |
| 6.  | 14. Februar 1988 | Dallas        | WTA Tier III | Hartplatz         | Lori McNeil          | Gigi Fernández Zina Garrison             | 2:6, 6:4, 7:5 |
| 7.  | 17. April 1988   | Amelia Island | WTA Tier II  | Sand              | Zina Garrison        | Katrina Adams Penny Barg                 | 4:6, 6:2, 7:6 |
| 8.  | 19. Juni 1988    | Eastbourne    | WTA Tier III | Rasen             | Elizabeth Smylie     | Belinda Cordwell Dinky van Rensburg      | 6:3, 7:6      |
| 9.  | 9. Juli 1990     | Erlangen      | ITF $25.000  | Sand              | Réka Szikszay        | Agnes Blumberga Jewgenija Manjukowa      | 6:3, 6:1      |
| 10. | 14. Oktober 1990 | Zürich        | WTA Tier II  | Teppich (Halle)   | Manon Bollegraf      | Catherine Suire Dinky van Rensburg       | 7:5, 6:4      |
| 11. | 9. Dezember 1991 | Val-d'Oise    | ITF $50.000  | Hartplatz (Halle) | Catherine Suire      | Pascale Paradis-Mangon Sandrine Testud   | 4:6, 6:3, 6:4 |

#### Finalteilnahmen
| Nr. | Datum             | Turnier         | Kategorie              | Belag           | Partnerin            | Finalgegnerinnen                   | Ergebnis      |
| --- | ----------------- | --------------- | ---------------------- | --------------- | -------------------- | ---------------------------------- | ------------- |
| 1.  | 15. November 1982 | Brisbane        | WTA                    | Rasen           | Claudia Kohde-Kilsch | Billie Jean King Anne Smith        | 3:6, 4:6      |
| 2.  | 22. November 1982 | Sydney          | WTA                    | Rasen           | Claudia Kohde-Kilsch | Martina Navratilova Pam Shriver    | 2:6, 6:2, 6:7 |
| 3.  | 13. Dezember 1982 | Australian Open | Grand Slam             | Rasen           | Claudia Kohde-Kilsch | Martina Navratilova Pam Shriver    | 4:6, 2:6      |
| 4.  | 23. März 1983     | New York        | WTA Tour Championships | Teppich (Halle) | Claudia Kohde-Kilsch | Martina Navratilova Pam Shriver    | 5:7, 2:6      |
| 5.  | 16. Mai 1983      | Berlin          | WTA                    | Sand            | Claudia Kohde-Kilsch | Jo Durie Anne Hobbs                | 4:6, 6:7      |
| 6.  | 7. Oktober 1984   | Manhattan Beach | WTA                    | Sand            | Bettina Bunge        | Chris Evert Wendy Turnbull         | 2:6, 4:6      |
| 7.  | 21. Oktober 1984  | Stuttgart       | WTA                    | Teppich (Halle) | Bettina Bunge        | Claudia Kohde-Kilsch Helena Suková | 2:6, 6:4, 3:6 |
| 8.  | 18. November 1984 | Brisbane        | WTA                    | Rasen           | Bettina Bunge        | Martina Navratilova Pam Shriver    | 3:6, 2:6      |
| 9.  | 26. Mai 1985      | Lugano          | WTA                    | Sand            | Bettina Bunge        | Bonnie Gadusek Helena Suková       | 2:6, 4:6      |
| 10. | 8. November 1987  | Worcester       | WTA                    | Teppich (Halle) | Bettina Bunge        | Elise Burgin Rosalyn Fairbank      | 4:6, 4:6      |